# (283057) Casteldipiazza
(283057) Casteldipiazza – planetoida pasa głównego. Została odkryta 24 lipca 2008 roku w San Marcello Pistoiese, jej odkrywcami są dwaj włoscy astronomowie Giancarlo Fagioli i Luciano Tesi. Okrąża Słońce w ciągu 3,46 roku w średniej odległości 2,29 j.a.
Planetoidzie tej nadano nazwę pochodzącą od średniowiecznej włoskiej wsi Castel di Piazza w północnej Toskanii. Obiekt ten nosił wcześniej tymczasowe oznaczenie 2008 OZ5.